# Fortnite
Fortnajt (engl. Fortnite) je onlajn video-igra preživljavanja razvijena od strane studija Epic Games i People Can Fly, a nakon toga objavljena od strane Epic Games-a. Igra je izdata 25. jula 2017. godine kao plaćena rana verzija za Windows, MacOS, PlayStation 4 i Xbox One, međutim svoju najveću popularnost dostigla je u 2018. godini kada je postala besplatna za igranje. Ova igra ima ogromnu popularnost.

## Način igranja
Fortnajt je igra koja ima tri načina igranja a to su :
Prvi i drugi načini igranja su najigraniji zato što su besplatni, dok se Save The World dodatno plaća. Battle Royale ima 3 načina igranja a to su: Solo (samo jedan igrač protiv ostalih 100), Duo (u dvoje) i Squad (3 ili 4 igrača u timu).

## Sadržaj igre
Svaka partija u Fortnajtu sadrži 100 igrača. Kada partija započne igrači iskaču iz "letećeg autobusa" i cilj im je da što prije nađu oružje i da eliminišu ostale igrače. Cilj igre nije samo pucanje, veliki značaj je  takođe prelazi preko polovine mape i igrači imaju mogućnost da slete na bilo koji deo mape. Kada slete, njihov zauzima i građenje baza što igračima omogućava da se lakše snađu ili sakriju od ostalih igrača. Građenje u Fortnajtu se dijeli na 4 elementa. Prvi element je zid koji omogućava igračima da se zagrade od neprijatelja. Drugi element je ravna podloga koja služi kao platforma za prelazak nekih visina. Treći element je rampa/stepenice i one služe kako bi se popeli do određene lokacije. Četvrti element je krov i on služi, kao što mu samo ime i kaže, za izgradnju krova, ali taj element se ipak i najmanje koristi u građenju.
Građenje se vrši materijalima koje se dobijaju rušenjem nekih predmeta. Postoje 3 vrste materijala a to su: drvo, kamen i metal. Drvo se najlakše skuplja i najviše se koristi. Drvo je najmanje izdržljiv materijal. Posle drveta najlakše se skuplja kamen koji je nešto izdržljiviji od drveta. I poslednji materijal je metal koji se najteže skuplja, ali je zato i najizdržljiviji.
Oko mape se nalazi i oluja koja se sve više sužava. Kada se igrač nađe u oluji njegov health (срп. zdravlje) postepeno se smanjuje. Poslednji živi igrač pobeđuje.
Tokom meča sa neba padaju i dropovi koji daju dobra i korisna oružja ili municiju.
Oružja se dijele na 7 kategorija a to su:
- siva (common)
- zelena (uncommon)
- plava (rare)
- ljubičasta (epic)
- zlatna (legendary)
- mitska (mythic)
- egzotična (exotic)

U igri se takođe mogu i naći "Lame" koje su mnogo rijetki, ali zato daju 350 komada svake vrsta materijala i ostale nagrade.
Fortnajt je najveću slavu stekao u 2018. godini i trenutno je najgledanija igra na Tviču.

## Prodaja
Dana 26. jula 2017. godine objavljeno je da je već prodato više od 500.000 primeraka igre. 18. avgusta 2017. Epik je potvrdio da je broj igrača u Fortnite-u dostigao više od milion ljudi. Dve nedelje nakon puštanja slobodnog moda «Royale mode», broj igrača je prešao 10 miliona.

## Napomene
1. ↑  Maloprodajna verzija je objavljena od strane Gerbaox Publishing kompanije

## Spoljašnje veze
- Zvanični veb-sajt